# Cyanoderma bicolor
Cyanoderma bicolor (тимелія-темнодзьоб борнейська) — вид горобцеподібних птахів родини тимелієвих (Timaliidae). Ендемік Калімантану. Раніше вважався конспецифічним з малою тимелією-темнодзьобом.

## Підвиди
Виділяють три підвиди:
- C. b. bicolor (Blyth, 1865) — північ і схід Калімантану і острови Банггаї[en].;
- C. b. rufum Chasen & Kloss, 1927 — південний захід Калімантану.

## Поширення і екологія
Борнейські тимелії-темнодзьоби мешкає на Калімантані та на сусідніх островах. Вони живуть у вологих тропічних лісах. Зустрічаються на висоті до 1220 м над рівнем моря.